# Poggiatesta

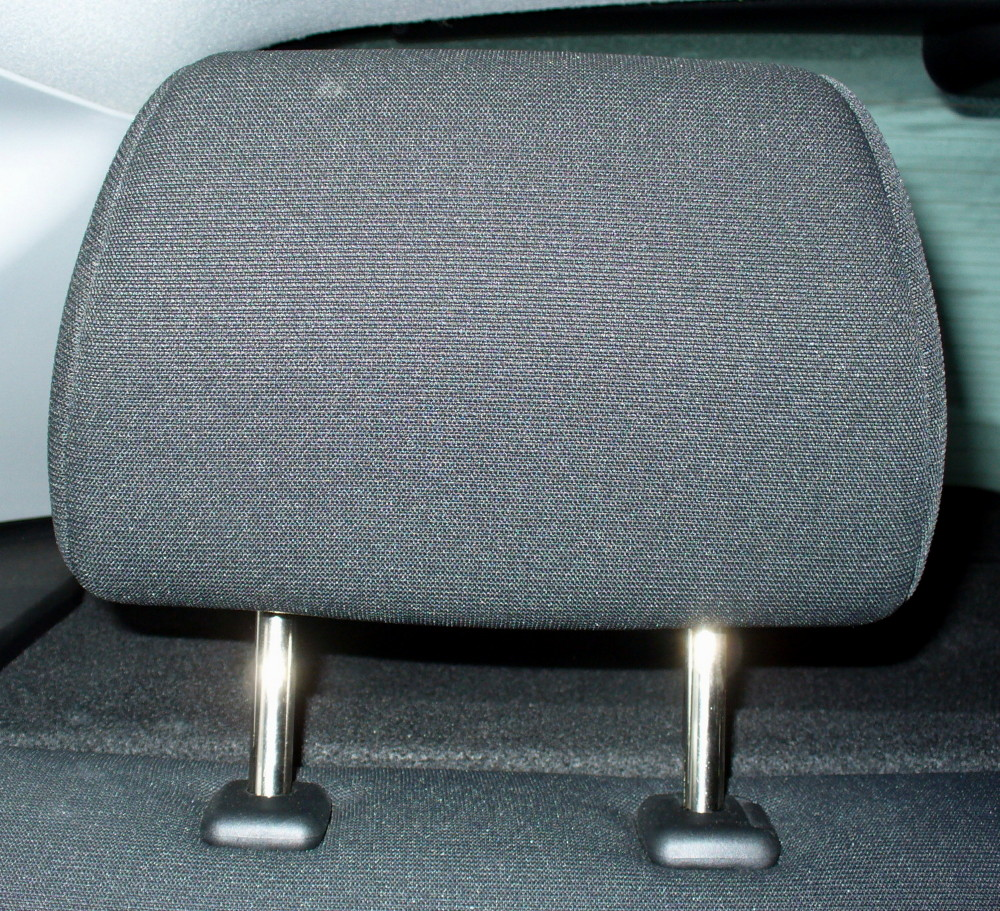
Poggiatesta automobilistico

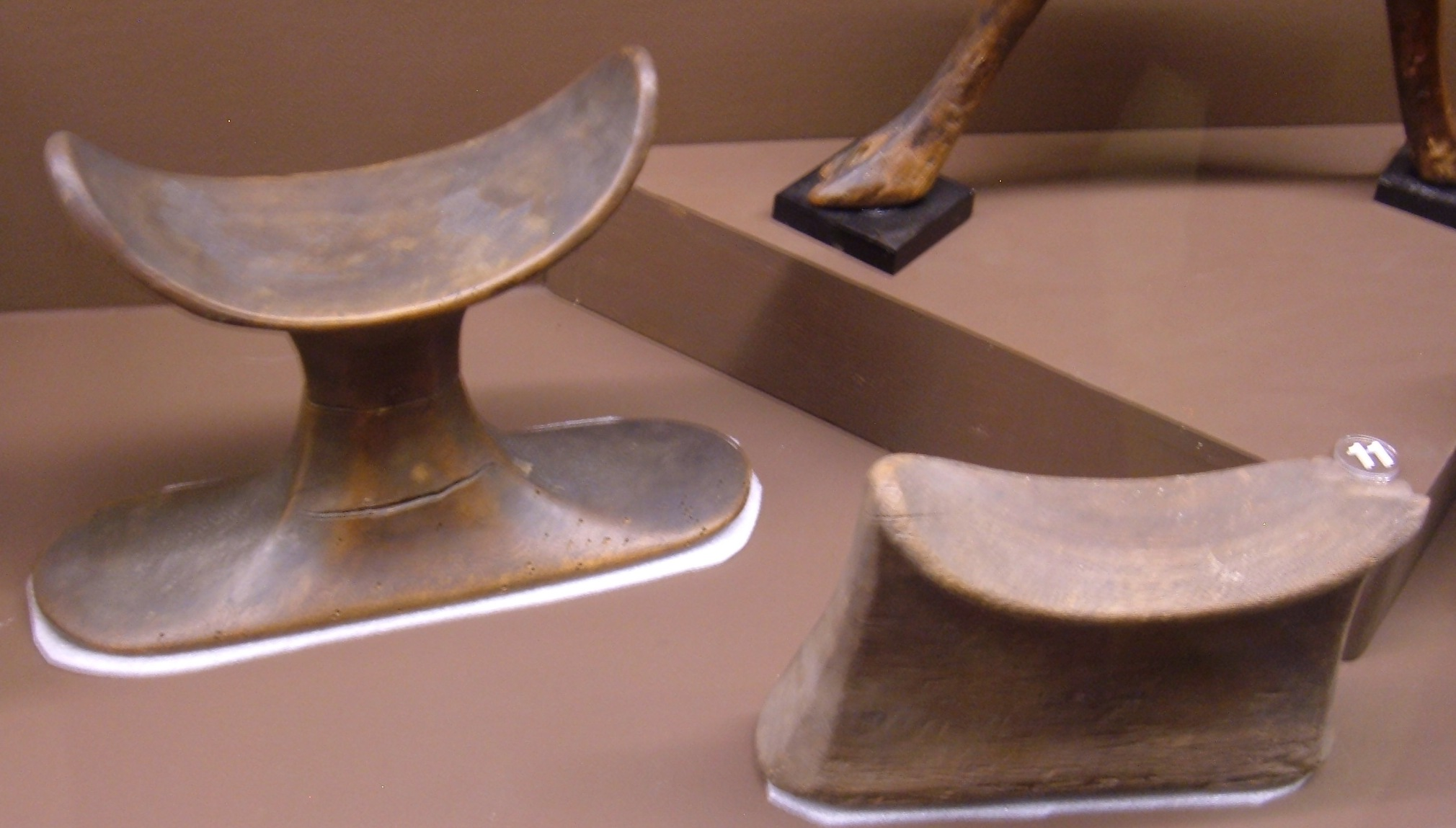
Poggiatesta risalente all’Antico Egitto

Il poggiatesta è un dispositivo progettato per supportare e sorreggere la testa di un individuo. È utilizzato, ad esempio, sulle poltrone dei parrucchieri e dei dentisti, oltre che sui sedili dei veicoli.
Sono installati sulla parte superiore dei sedili o delle poltrone, dietro le teste degli occupanti. Il poggiatesta può essere incorporato nello schienale oppure separato. In quest'ultima forma, può essere fisso o mobile.
Le origini del poggiatesta sono antiche: nel passato la loro funzione era la medesima degli odierni cuscini da letto.

## Sulle automobili
Sulle autovetture, i poggiatesta sono necessari per la sicurezza del conducente e dei passeggeri dato che riducono al minimo il colpo di frusta in caso di collisione stradale. Infatti, in assenza di essi ed in caso di incidente, la testa dei passeggeri subirebbe un repentino ripiegamento all'indietro dopo l'entrata in funzione delle cinture di sicurezza, con possibile lesione dei muscoli e delle vertebre cervicali.
Il brevetto dei poggiatesta automobilistici è stato depositato da Benjamin Katz nel 1921.
Tuttavia, solo a partire dalla metà degli anni ottanta il dispositivo è diventato di serie su tutti i veicoli, di qualsiasi casa automobilistica e su scala mondiale. Precedentemente era presente solo su richiesta o su veicoli di livello medio-alto.